# Federico Molinari
Federico Molinari (Rosario, 11 de enero de 1984) es un ex-gimnasta argentino especialista en anillas. Actualmente se desempeña como entrenador en este deporte.

## Carrera deportiva
Federico Molinari nació en la ciudad de Rosario, pero se crio y formó deportivamente en la ciudad de San Jorge, provincia de Santa Fe, donde sus padres eran entrenadores de gimnasia del Club Atlético San Jorge.
En 1997, con 13 años participó del Campeonato Sudamericano en Santiago de Chile, donde obtuvo tres medallas de bronce y una de plata, esta última en anillas, la que sería su especialidad. En 1999 fue becado por la Secretaria de Deportes de la Nación Argentina y a partir de 2002 se radicó en Buenos Aires para entrenar en el Centro Nacional de Alto Rendimiento Deportivo (CeNARD), siendo su entrenador el ruso Vladimir Makarian.
En 2008, logró el 6.º puesto en paralelas en la Copa del Mundo de Moscú, el 4.º puesto en anillas en la Copa del Mundo de Barcelona y dos medallas en el Campeonato Panamericano de Especialistas en Rosario (plata en anillas y bronce en paralelas). Ese año obtuvo el Premio Olimpia de plata en gimnasia.
En 2009, participó en el Campeonato Mundial de Gimnasia de Londres y logró que por primera vez la gimnasia argentina llegara a la final del All Around en un mundial. Con ese resultado, fue designado en 2010 gimnasta de clase mundial por la Federación Internacional de Gimnasia (FIG). Ese mismo año, ganó la medalla de bronce en anillas en el Pre-panamericano de Guadalajara y clasificó en el puesto 24.º en el Campeonato Mundial de Róterdam en anillas, en donde colocó en el código de puntuación un ejercicio con su nombre (Molinari), que se trata de un kip cristo a escuadra con piernas plegadas.
En 2011, también en anillas, obtuvo el 8.º puesto en la Copa del Mundo de Gante (Bélgica), el 5.º puesto en anillas en la Copa del Mundo de Ostrava y 8.º lugar en los Juegos Panamericanos de Guadalajara. Para prepararse para la clasificación a los Juegos Olímpicos de Londres 2012, se trasladó a España, donde entrenó con la selección española de gimnasia, logrando en enero de 2012 la clasificación.
El 28 de julio de 2012 realizó su debut en los Juegos Olímpicos. En suelo obtuvo un puntaje de 13,433, terminó en el puesto 62 y no logró pasar de ronda. En la modalidad de anillas, obtuvo un puntaje de 15,333 (6,7 por dificultad, 8,633 por la ejecución y ningún descuento por penalidades) por lo que clasificó a la final en esta disciplina. El 6 de agosto disputó la final y finalizó en el octavo puesto con una puntuación de 14,733 (6,700 por dificultad y 8,033 por ejecución), por lo que obtuvo un diploma olímpico. Federico trató de ejecutar una salida más difícil para tratar de aspirar por un puesto más alto, sin embargo, no pudo realizarla a la perfección, lo que hizo que su puntaje no aumentara.
Federico obtuvo la medalla de bronce en los Juegos Panamericanos de 2019 en la modalidad de anillas.

## Televisión
| Programas | Programas     | Programas            | Programas                     |
| Año       | Título        | Rol                  | Notas                         |
| --------- | ------------- | -------------------- | ----------------------------- |
| 2012      | Bailando 2012 | Invitado             | Apertura aquadance            |
| 2015-2016 | Combate       | Invitado             | Demostración artística        |
| 2015-2016 | Combate       | Capitán equipo verde | Temporadas 4, 5, 6 y 7        |
| 2015-2016 | Combate       | Invitado             | Sección "Combate de talentos" |